# Platynocephalus hamiltoni
Platynocephalus hamiltoni är en skalbaggsart som beskrevs av John Obadiah Westwood 1854. Platynocephalus hamiltoni ingår i släktet Platynocephalus och familjen Cetoniidae. Inga underarter finns listade i Catalogue of Life.